# Стрижевка (Коростышевский район)
Стри́жевка (укр. Стрижівка) — село на Украине, находится в Коростышевском районе Житомирской области.
Население по переписи 2020 года составляло 1200 человек. Почтовый индекс — 12525. Телефонный код — 4130. Занимает площадь 2,434 км².

## Известные уроженцы
- Шуринок, Андрей Романович (1894—1969) — украинский советский учёный-хирург, Заслуженный деятель науки и техники Украинской ССР, создатель Киевской школы детских хирургов.

## Адрес местного совета
12525, Житомирская область, Коростышевский р-н, с.Стрижевка